# Toshiro Kandagawa
Toshiro Kandagawa (japonès: 神田川 俊郎)  (prefectura de Kyōto, 15 de novembre de 1939 - Osaka, 25 d'abril de 2021) a la prefectura d’Osaka, va ser un xef japonès, conegut principalment per la seva estricta adhesió als estils de cuina clàssics japonesos.

## Carrera
Kandagawa va entrar a la feina de cuiner a 16 anys quan va ser contractat com a aprenent de cuiner al restaurant Nadaman (なだ万) a Osaka. A 22 anys, va marxar per continuar la seva carrera a Fukuyanagi (ふく柳). El 1965 va obrir el seu propi restaurant, Kandagawa (神田川) també a Osaka.

## Iron Chef
Kandagawa és sens dubte més conegut pel públic nord-americà per la seva participació al programa de televisió Iron Chef. Com a xef d’una gran facció de xefs que creuen en la puresa de la cuina tradicional japonesa, poques vegades entrava en el Kitchen Stadium sense una gran comitiva d'altres xefs i sovint donava suport als aprenents en els seus desafiaments dels Iron Chef. El seu paper a les trames d'Iron Chef va ser el mateix que el d'un heel en el món de la lluita professional, un personatge agressiu i una mica intimidatori per als Iron Chef. Ha lluitat personalment contra els Iron Chef en diverses ocasions, guanyant 3 de les seves 5 batalles. (La seva primera victòria va ser contra Iron Chef Chen Kenichi i la seva segona contra Iron Chef Koumei Nakamura, que havia promès deixar el càrrec d'Iron Chef si perdia. Fidel a la seva paraula, la següent batalla de Nakamura va ser la seva última com a Iron Chef habitual.)
A més de les batalles, Kandagawa també va ser de vegades un convidat especial a Kitchen Stadium en diversos episodis. Va ser testimoni dels episodis de retirada de Nakamura i Rokusaburo Michiba, que havien combatut molts dels protegits de Kandagawa. També va actuar com a consultor del xef Tadamichi Ota i de la "facció Ota" d'especialistes en cuina japonesa, que eren el principal enemic del tercer xef de ferro japonès, Masaharu Morimoto. La seva última aparició regular va ser a finals del torneig "King of Iron Chefs", on va seure al costat dels altres Iron Chef mentre veien la batalla final entre Hiroyuki Sakai i Chen Kenichi.
L'última batalla d'Iron Chef de Kandagawa va tenir lloc durant l'especial de les batalles del segle XXI; va lluir un cap rapat com a prova de la seva decisió d’introduir la cuina japonesa al nou mil·lenni. Va derrotar el cap de ferro Hiroyuki Sakai en aquesta batalla, que va ser una de les poques que va perdre Sakai quan el marisc era l’ingredient principal.
Kandagawa també era conegut pel seu temperament sanguini a la pantalla i la seva alegria cap a la càmera, com ho demostra la seva batalla amb l'Iron Chef Sakai durant la seva batalla de les arrels de lotus.
Un moment notable del programa va ser quan un dels jutges, l’actriu francesa Julie Dreyfus, es va negar a menjar el plat que ell va preparar perquè contenia carn de balena.
Kandagawa va morir de COVID-19 el 25 d'abril de 2021 amb 81 anys durant la pandèmia Covid-19 al Japó.